# Sonja Bennett
Sonja Bennett (* 24. August 1980 in Vancouver) ist eine kanadische Filmschauspielerin und Drehbuchautorin.

## Leben
Sonja Bennett ist Tochter des Regisseurs Guy Bennett und hatte ab 2002 ihre ersten Film-Auftritte. Sie spielte in den Serien Auf kalter Spur ab 2004, Godiva’s ab 2005 und 2015 in Mistresses.
Seit 2014 ist sie auch als Drehbuchautorin tätig. So schrieb sie die Komödie Preggoland sowie zwei Episoden für die Serien Ghost Wars und Letterkenny.

## Filmografie (Auswahl)

### Schauspielerin
- 2002: Punch
- 2004–2005: Auf kalter Spur (Cold Squad, Fernsehserie, 13 Folgen)
- 2005: Verlieben verboten (Confessions of a Sociopathic Social Climber)
- 2005: Wahre Lügen (Where the Truth Lies)
- 2005–2006: Godiva’s (Fernsehserie, 19 Folgen)
- 2006: Stargate Atlantis (Fernsehserie, Folge 2x17)
- 2006: Fido – Gute Tote sind schwer zu finden (Fido)
- 2007: Eureka – Die Geheime Stadt (Eureka, Fernsehserie Staffel 2, Folgen 9,11 und 12)
- 2007: Young People Fucking
- 2008: Elegy oder die Kunst zu lieben (Elegy)
- 2009: Cole
- 2010: Die Liste (The Client List)
- 2011: Donovan's Echo
- 2011: Past Obsessions (Fernsehfilm)
- 2011: Gone (Fernsehfilm)
- 2012: In No Particular Order
- 2013: Arctic Air (Fernsehserie, Episode 2x12)
- 2014: Preggoland
- 2015: Mistresses (Fernsehserie, 10 Folgen)
- 2015: Motive (Fernsehserie, Folge 3x07)
- 2017: Ghost Wars (Fernsehserie, 11 Folgen)
- 2019: Charmed (Fernsehserie, Folge 2x07)
- 2021: Private Eyes (Fernsehserie, Folge 4x11)
- 2023: Family Law (Fernsehserie, Folge 1x08)
- 2024: Law & Order Toronto: Criminal Intent (Fernsehserie, Folge 1x03)
- 2025: Allegiance (Fernsehserie, 2 Folgen)

### Drehbuchautorin
- 2014: Preggoland
- 2016: Kim’s Convenience (Fernsehserie, 13 Folgen)
- 2017: Ghost Wars (Fernsehserie, 2 Folgen)
- 2018–2023: Letterkenny (Fernsehserie, 3 Folgen)
- 2021: Hudson & Rex (Fernsehserie, 2 Folgen)
- 2021–2024: Family Law (Fernsehserie, 6 Folgen)